# المنطقة المحايدة بين السعودية والعراق

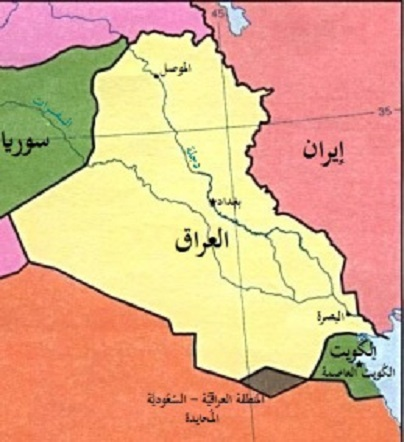
خريطة للمنطقة المحايدة (سابقا) بين السعودية والعراق

اعتبرت مسألة المنطقة المحايدة بين السعودية والعراق، والمحاذية لحدود البلدين والتي تقدر مساحتها 7,044 كم²، غير محسومة. وكانت معاهدة المحمرة التي أبرمت في الخامس من مايو (أيار) عام 1922، قد تداركت النزاع الوشيك ما المملكة العراقية التي كان عليها انتداب بريطاني، وسلطنة نجد وملحقاتها، التي أصبحت لاحقاً المملكة العربية السعودية بعد ضمها لمملكة الحجاز. وقد تجنبت المعاهدة بالذات عملية تحديد الحدود، إلا أنه وبعد مفاوضات لاحقة أجريت من خلال اتفاقية العقير في الثاني من ديسمبر (كانون الأول) عام 1922، تم تحديد معظم الحدود ما بين البلدين، ونتج عن ذلك تكوّن المنطقة المحايدة. ولا يُسمح بهذه المنطقة بناء المنشآت العسكرية أو الدائمة، وتُترك الحرية للبدو القاطنين في كل من البلدين بالدخول للمنطقة للاستفادة من مراعيها وكلئها وآبارها.
قال أحمد سوسة في كتابه (أطلس العراق الحديث) المنشور سنة 1953 إن منطقة الحياد تشكّل "مَعيناً يحتوي على آبار عديدة غزيرة المياه تستفيد منها القبائل العراقية والسعودية على السواء، أما رؤوس هذا المَعين فهي الأنصاب والأمغر والعوجة في الجانب العراقي والوكبة في الجانب السعودي...وقد تشكلت في سنة 1938 لجنة فنية مؤلفة من خبراء فنيين ومساحين من العراق والمملكة العربية السعودية أُنيطت بها مهمة تثبيت أماكن الآبار التي يمر منها خط الحدود العراقية السعودية وقد استمرت أعمال هذه اللجنة حتى سنة 1939 فأنجزت خلال السنتين المذكورتين مسح النقاط الرئيسية على الحدود وقد انتهت اللجنة عند هذا الحد دون أن تقوم بعملية وضع الدعامات وتثبيت النقاط على الأرض".
وفي عام 1975، توصلت الحكومتان السعودية والعراقية لاتفاق تقسيم إداري للمنطقة وكذلك عقد معاهدة حدودية أبرمت ثنائيا في عام 1981. ولم تدرج هذه المعاهدة لدى الأمم المتحدة وذلك لأسباب غير معلومة، ولم تعلن تفاصيل التغيرات التي طرأت على ترسيم الحدود الجديدة بخرائط تفصيلية. ومع قرب اندلاع حرب الخليج عام 1991، ألغى العراق كل الاتفاقات المبرمة مع السعودية منذ عام 1968. وردت السعودية بتوثيق جميع الاتفاقيات الحدودية التي تم التفاوض حولها مع العراق في الأمم المتحدة وذلك في شهر يونيو (حزيران) عام 1991. وبالتالي انتهى الوجود القانوني للمنطقة السعودية العراقية المحايدة.
وكان ترميز المنطقة السعودية العراقية المحايدة المنظمة الدولية للمعايير هو ISO 3166-1 حسب الاختصار اللاتيني NT و NTZ. وقد توقف استخدام هذه الترميزات منذ عام 1993.أما الترميز المستخدم لمقياس FIPS 10-4 [الإنجليزية] الخاص بمقاييس معالجة البيانات الاتحادي الأمريكي فكان IY، وقد ألغي هذا الترميز في عام 1992.
وقد اعتبر المكتب الجغرافي للولايات المتحدة المنطقة أنها ذات حدود تقريبية وغير تفصيلية بدقة، وأجريت بناء على خط تقديري رسم من مركز الحدود بالخرائط الرسمية بشكل تقريبي، وقالت سالار علي في كتابها (منطقة الحياد العراقية السعودية) "ان تحديد منطقة الحياد لم يكن بصورة اعتباطية، وإنما حددت على أساس ظواهر طبيعية (جبال ووديان) وبشرية (آبار).".

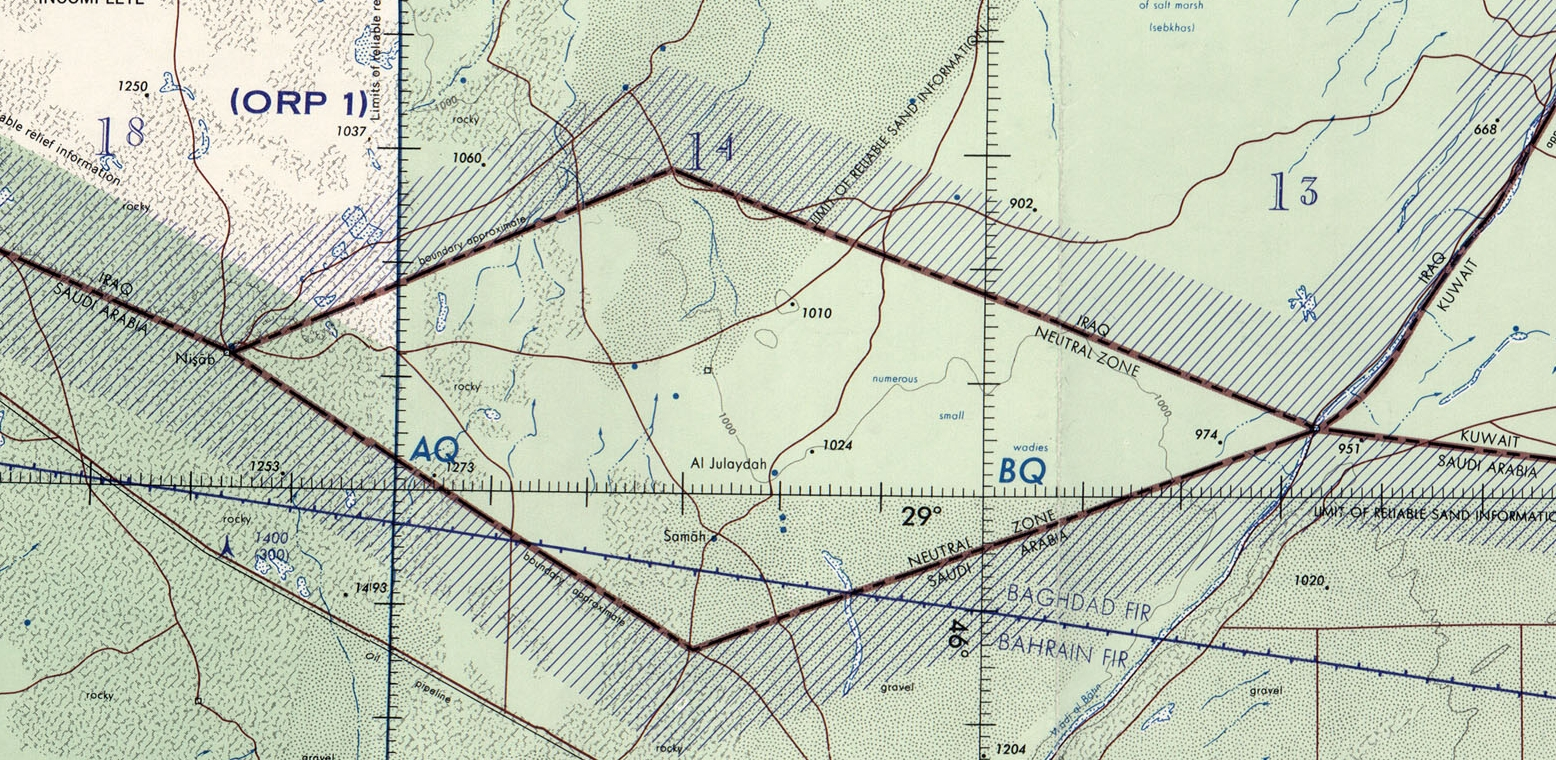
خريطة طوبوغرافية للمنطقة المحايدة

## الإلغاء
أُلغيت تلك المنطقة بناء على اتفاقية ثنائية بين البلدين سنة 1975 بتقسيمها من المنتصف ليكون الجزء الشمالي منها للعراق والجنوبي للسعودية.

## آبار منطقة الحياد
في منقطة الحياد آبارٌ في منطقة الأنصاب والركعي والوكبة والرخيمية والجليدة والدليمية والهكيعية (العامرية) وجليب البرازي وسماح وجريبيعات.
قال عبد الجبار الراوي في كتابه البادية المنشور سنة 1949 «إن هذه الآبار الكثيرة في منطقة الحياد وغزارة مياهها قد جعلت لهذه المنطقة شأناً خاصاً فأصبحت منطقة محايدة متروكة بين الدولتين: الدولة العراقية والمملكة العربية السعودية».

## إصدارات طوابع عن المنطقة المحايدة
في فترة 1963-1970، تمكن عدد من الأفراد من توزيع طبعات صغيرة من طوابع بريدية للكويت والعراق والمملكة العربية السعودية وحتى اليمن، مطبوعة في الولايات المتحدة تحمل توشيحا بألوان مختلفة بكلمة "At Tawal وهو اسم لمكان داخل المنطقة المحايدة بين السعودية والعراق ووفقًا لموقع cifr.it، طبع تلميذ أمريكي هذهِ الطوابع.

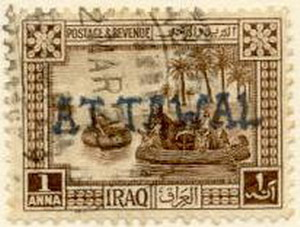
طابع بريدي عراقي يحمل توشيح At Tawal
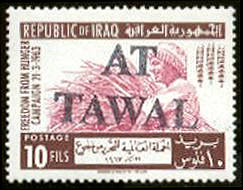
طابع بريدي عراقي يحمل توشيح At Tawal